# Trikottausch

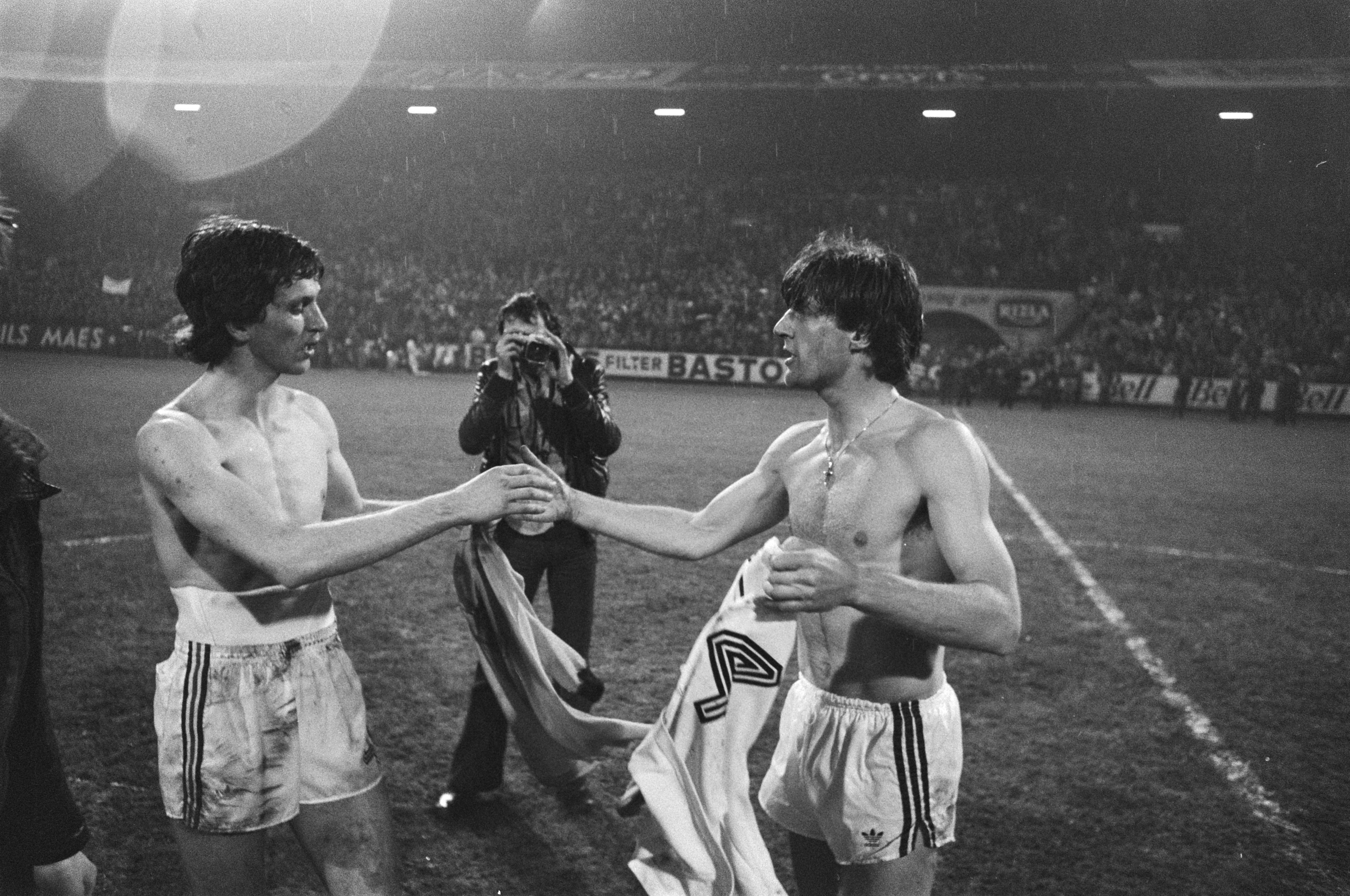
Der Belgier Ludo Coeck (links) und der Niederländer Ruud Krol tauschen ihre Trikots nach einem WM-Qualifikationsspiel (1977)

Als Trikottausch wird im Sport der Austausch der Trikots zwischen zwei Akteuren gegnerischer Mannschaften bezeichnet. Er kommt in der Regel im Fußball vor, ebenso wie die Weitergabe des Trikots an einen Außenstehenden. Seltener kommt der Trikottausch in anderen Mannschaftssportarten vor. Mittlerweile ist er zuweilen auch in Einzelsportarten wie im Tennis anzutreffen.

## Geschichte
Der älteste belegte Trikottausch wurde am 14. Mai 1931 vollzogen, als Fußballer der französischen Nationalmannschaft nach einem 5:2-Sieg über England ihre Gegner baten, ihnen ihre Trikots als Andenken zu überlassen. Dies blieb zunächst ein einmaliges Ereignis.
Als Durchbruch des Trikottauschs als übliches Ritual gilt die Weltmeisterschaft 1970, bei der der brasilianische Topstar Pelé seinem Gegner Bobby Moore sein Trikot schenkte, nachdem Brasilien mit 1:0 gewonnen hatte. Daraufhin übergab auch Moore Pelé sein Trikot. Dieses wurde im Jahr 2004 für 60.000 Euro versteigert. Im Juni 1998 wurde ein Tausch der Trikots von der FIFA zeitweise verboten. Dies wurde mit einer möglichen Anstößigkeit begründet.

## Regeln und Ablauf
Der Trikottausch zwischen Spielern findet nach dem Abpfiff eines Spiels statt und wird im Herrenfußball häufig auf dem Platz vollzogen. Einerseits wird damit der Fair-Play-Gedanke erfüllt; andererseits sind viele Spieler daran interessiert, sich die Trikots von Topspielern zu sichern. Zudem gilt er als wirksame Geste gegenüber Zuschauern und Medien. Vor allem aus hygienischen Aspekten ist er jedoch nicht unumstritten. Weil es sich bei den Trikots um Vereinseigentum handelt, wird der Tausch von Vereins- oder Verbandsseite teils eingeschränkt oder sogar verboten.
Im Frauenfußball ist ein öffentlicher Trikottausch unüblich, auch wenn er nicht generell mit einem Verbot belegt ist. Daher findet ein Großteil der Tauschaktionen im nicht öffentlichen Bereich rund um die Kabinen statt.